# Crocidura desperata
Crocidura desperata — вид ссавців родини Soricidae. Це ендемік Танзанії. Цей вид зустрічається в гірській бамбуковій зоні нерівних гірських тропічних вологих лісів.